# Mary McAleeseová
Mary Patricia McAleeseová (irsky Máire Pádraigín Bean Mhic Ghiolla Íosa; rozená Leneghanová; * 27. června 1951, Belfast) je irská politička, v letech 1997–2011 byla osmou prezidentkou Irska.

## Život
McAleeseová se narodila v severním Belfastu, vyrůstala v katolické rodině žijící v protestantském sousedství části Ardoyne. Pracovala jako novinářka (pro RTÉ v letech 1979–1981), právnička a rovněž dlouhodobě působila na akademické půdě. Vystudovala Queens University v Belfastu, později získala profesuru na dublinské Trinity College, kde se stala profesorkou kriminologie a kanonického práva. Se svým mužem Martinem McAleesem, zubařem a účetním, mají tři děti. Je členkou Council of Woman World Leaders.

## Kariéra

### Podíl na mírovém procesu
Sama McAcleeseová i její rodina byla vzhledem ke svému původu výrazně zasažena nepokoji (The Troubles), které eskalovaly od konce 60. let až do let 90. Osobně se zákulisně podílela před svým zvolením do prezidentského úřadu na vyjednávání mírového procesu.

### Prezidentka Irska
Když v roce 1997 vystřídala v čele země Mary Robinsonovou, stala se druhou ženou v tomto úřadě a zároveň první ženou na světě, která vystřídala v čele státu jinou ženu. Poprvé byla zvolena v roce 1997 a v roce 2004 byla znovuzvolena na druhé sedmileté období. Byla zvolena za křesťansko-demokratickou konzervativní stranu Fianna Fáil, byla rovněž první prezidentkou pocházející ze Severního Irska. V roce 2011 ji v úřadu nahradil Michael D. Higgins.

## Dílo
Je autorkou tří knih memoárů: „Reconciled being: Love in chaos” (1997), „Building Bridges“ (2011), „Collegiality in the Code of Canon Law“ (2014).